# Espinho (zoologia)

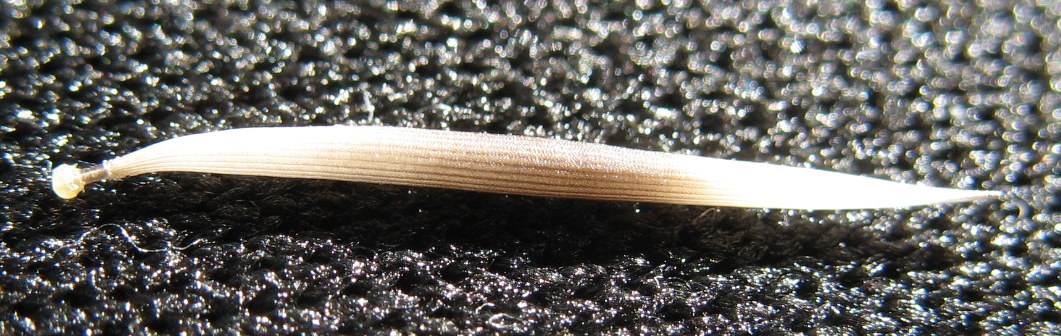
Um espinho de um Atelerix albiventris

Em zoologia, um espinho é cada um dos pêlos diferenciados, rígidos e pontiagudos, que revestem o corpo de alguns mamíferos, como o ouriço, ou pode ainda se referir a cada um dos processos pontiagudos e móveis do tegumento externo do ouriço-do-mar, utilizados para locomoção e defesa.
Muitas espécies de peixes, para além de possuírem espinhos ósseos em placas que cobrem o corpo, podem ainda ter espinhos como suporte das barbatanas e ainda raios de queratina, que são escamas modificadas, denominados lepidotríquias.

## Ocorrência

### Mamíferos
Espinhos em mamíferos incluem espinhos de ouriços e espinhos de porcos-espinhos, bem como a pele espinhosa de camundongos espinhosos e tenrec. Eles também são encontrados em Echidna, um monotremador.
O antigo precursor dos mamíferos,  Dimetrodon , tinha espinhos extremamente longos em sua espinha dorsal, unidos a uma teia de pele que formava uma estrutura em forma de vela.
Muitas espécies de mamíferos também têm [espinhas penianas].
O mamífero Mesozóico eutriconodont  Spinolestes  já exibia espinhos semelhantes aos dos modernos ratos espinhosos.